# Убиражара
Убиражара (порт. Ubirajara) — муниципалитет в Бразилии, входит в штат Сан-Паулу. Составная часть мезорегиона Бауру. Входит в экономико-статистический микрорегион Бауру. Население составляет 4130 человек на 2006 год. Занимает площадь 283,326 км². Плотность населения — 14,6 чел./км².

## История
Город основан 2 апреля 1949 года.

## Статистика
- Валовой внутренний продукт на 2003 составляет 49.735.884,00 реалов (данные: Бразильский институт географии и статистики).
- Валовой внутренний продукт на душу населения на 2003 составляет 12.007,70 реалов (данные: Бразильский институт географии и статистики).
- Индекс развития человеческого потенциала на 2000 составляет 0,764 (данные: Программа развития ООН).

## География
Климат местности: умеренный.